# Гаряча жувальна гумка 7: Молода любов
Гаряча жувальна гумка 7: Молода любов (івр. אהבה צעירה) — ізраїльська кінокомедія 1987 року, сьомий фільм із серії «Гаряча жувальна гумка».

## Сюжет
Сьомий фільм з популярної серії про трійцю друзів. УмБенці, Юдале і Момо - нові пригоди. У одного з них велика проблема: компанія розважалася і потрапила в аварію на новій машині батьків Юдале.
Тепер потрібні чималі гроші на відновлення автомобіля. Щоб заробити, трійця влаштовується працювати в готель. Тут Бенці зустрічається зі своєю колишньою. Дівчина заручена ...